# János Esterházy

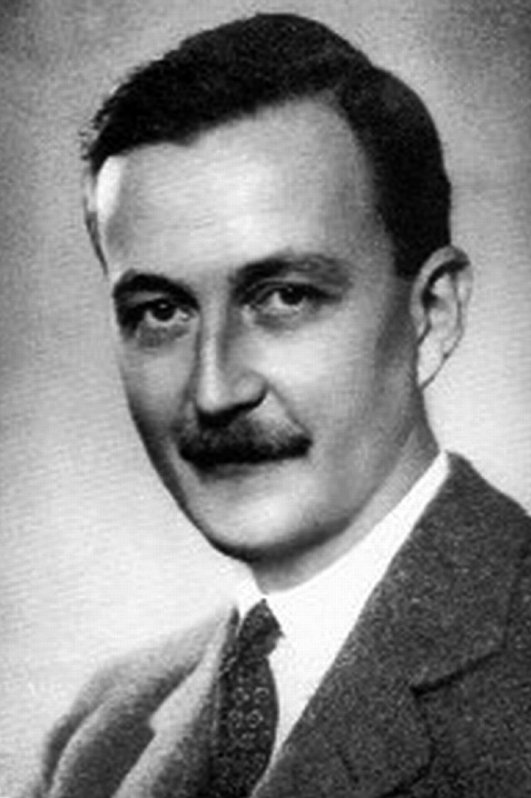
János Esterházy (Aufnahme aus den 1940er-Jahren)

Graf János Esterházy, alternativ auf Slowakisch Ján Esterházi (* 14. März 1901 in Nyitraújlak (slowakisch Veľké Zálužie), Königreich Ungarn, heute Slowakei; † 8. März 1957 in der Strafanstalt Mírov, Tschechoslowakei), Mitglied der Adelsfamilie Esterházy, war ein Politiker der ungarischen Minderheit in der Tschechoslowakei und in der Ersten Slowakischen Republik.

## Leben
János Esterházy wurde im Dorf Nyitraújlak/Veľké Zálužie im Komitat Neutra als Sohn der Polin Elżbieta Gräfin Tarnowska und des Ungarn Mihály Antal Esterházy geboren, sein Vater gehörte zum siebenbürgischen Zweig der Esterházys. Die Gymnasialjahre und das Studium an der Wirtschaftsakademie verbrachte er in Budapest, danach begann er, ein Großgut der Familie zu bewirtschaften. Am 15. Oktober 1924 heiratete er Gräfin Lívia Serényi; dieser Ehe entstammen der Sohn János und die Tochter Alice.

## Politische Karriere

### In der Tschechoslowakei
1931 wurde Esterházy zum Leiter der Liga der ungarischen Volksgemeinschaft in der Tschechoslowakei (ung. Csehszlovákiai Magyar Népközösségi Liga), die beim Völkerbund tätig war. Ein Jahr später, am 11. Dezember 1932 wurde er zum Vorsitzenden der Christlichsozialen Partei (Krajinskej kresťanskosocialistickej strany / Országos Keresztényszocialista Párt) gewählt. Anlässlich der Wahlen 1935 wurde er als Abgeordneter für den Wahlbezirk Kaschau in die Nationalversammlung gewählt. Er forderte die tschechoslowakische Regierung auf, die sprachlichen, kulturellen und wirtschaftlichen Rechte der ungarischen Minderheit zu respektieren, da die Ungarn „unfreiwillig angegliedert“ worden seien. Gleichzeitig unterstützte er Forderungen der slowakischen Hlinka-Partei (HSĽS) im Interesse einer slowakischen Autonomie. Nach dem Rücktritt von Tomáš Garrigue Masaryk vom Präsidialamt der Tschechoslowakei unterstützte er gemeinsam mit der HSĽS die Präsidentschaftskandidatur von Edvard Beneš.
Nach der Fusion der ungarischen Parteien auf einem Parteikongress in Nové Zámky zur Vereinigten Ungarischen Partei (Egyesült Magyar Párt) im Jahr 1936 wurde Esterházy zu deren geschäftsführenden Vorsitzenden. Das Angebot Beneš’, ein Ministerium zu übernehmen, schlug er aus. Ein primäres Ziel blieb während seiner gesamten politischen Laufbahn die Revision der im Vertrag von Trianon festgelegten Grenzen Ungarns. Er nahm an Verhandlungen in Polen am 17. und 18. April 1938 teil, wo die Forderung der ungarischen Regierung zur vollständigen Wiedereingliederung der Slowakei in Ungarn vorgebracht wurde. Nach dem Münchner Abkommen im September 1938 wollte er an den Verhandlungen zur neuen slowakisch-ungarischen Grenze in der mehrheitlich ungarischsprachigen Stadt Komárno teilnehmen, die Delegation von Jozef Tiso verweigerte ihm allerdings die Teilnahme.

### Autonome Slowakei und die Erste Slowakische Republik
Nach dem Ersten Wiener Schiedsspruch, der Teile der Südslowakei mit ungarischer Bevölkerungsmehrheit Ungarn zusprach, begrüßte er als Abgeordneter für Kaschau das ungarische Staatsoberhaupt Miklós Horthy in der annektierten Stadt. Er selbst entschied sich jedoch dafür, sich in der kleineren Slowakei anzusiedeln, wo er die Ungarische Partei in der Slowakei (Szlovenszkói Magyar Párt) gründete, außerdem die Zeitung Új Hírek (Neue Nachrichten) und nach deren Verbot im Jahre 1939 ein Blatt namens Magyar Hírlap (Ungarische Zeitschrift), wofür er unter Polizeiaufsicht gestellt wurde. Als einziger Abgeordneter der ungarischen Partei forderte er im slowakischen Parlament die Rechte der etwa 70.000 bei der Slowakei verbliebenen Ungarn ein. Gleichzeitig trat er bei der ungarischen Regierung für die entsprechenden Rechte der dortigen slowakischen Minderheit ein. Er hieß die Entstehung der Ersten Slowakischen Republik am 14. März 1939 in einer Rundfunkrede willkommen.
Als einziger Abgeordneter stimmte er gegen das Verfassungsgesetz 68/1942, das die Abschiebung der Juden aus der Slowakei billigte. Für seine Haltung wurde er von der zeitgenössischen slowakischen Presse heftig kritisiert.
Esterházy soll 1944 mehreren hundert Tschechen, Slowaken und Juden, die aus der Slowakei über Ungarn flüchteten, geholfen haben. 1944 wurde er nach dem Putsch und der Machtübernahme der nationalsozialistischen Pfeilkreuzler von der ungarischen Polizei verhaftet und gezwungen, die Stelle des Vorsitzenden der Vereinigten Ungarischen Partei aufzugeben. Nach Verbüßen der Haftstrafe wurde er allerdings demonstrativ wieder zum Vorsitzenden gewählt. In den letzten Monaten des Zweiten Weltkriegs musste er sich infolge eines von der Gestapo erlassenen Haftbefehls verstecken.

### 1945 bis zum Tod
Nach der Besetzung Bratislavas durch die sowjetische Armee im April 1945 internierte ihn die sowjetische Führung, nach 12 Tagen wurde Esterházy wieder freigelassen. Dann besuchte er Gustáv Husák, den Vertreter der temporären slowakischen Regierung, um gegen die Verfolgung und Misshandlungen ungarischer Bürger infolge des Kaschauer Regierungsprogramms Protest einzulegen und über ein ungarisches Memorandum zu verhandeln, worin auch Grenzrevisionen gefordert wurden. Husák ließ ihn festnehmen und in die Sowjetunion transportieren, wo er dem NKWD (sowjetischen Innenministerium) übergeben wurde. In der Sowjetunion saß er zuerst ein Jahr im Moskauer Lubjanka-Gefängnis ein, danach wurde er in einem konzeptionellen Verfahren zu 10 Jahren Gulag-Zwangsarbeit in Sibirien verurteilt. Unterdessen machte ihm das Nationalgericht in Bratislava den Prozess aufgrund angeblicher Kollaboration mit dem Faschismus und Verschwörung gegen die Tschechoslowakische Republik. Am 17. September 1947 wurde Esterházy vom Pressburger Gerichtshof  in absentia zum Tod durch Hängen verurteilt. 1949 übergab ihn die Sowjetunion den tschechoslowakischen Behörden. Aufgrund eines Gnadenaktes des Präsidenten wurde seine Todesstrafe in lebenslange Haft umgewandelt. Er saß in verschiedenen tschechoslowakischen Gefängnissen ein und verstarb am 8. März 1957 im Gefängnis Mírov bei Olmütz.

## Rezeption
Die Person des János Esterházy wird in der Slowakei (bzw. Tschechoslowakei) und in Ungarn unterschiedlich beurteilt.

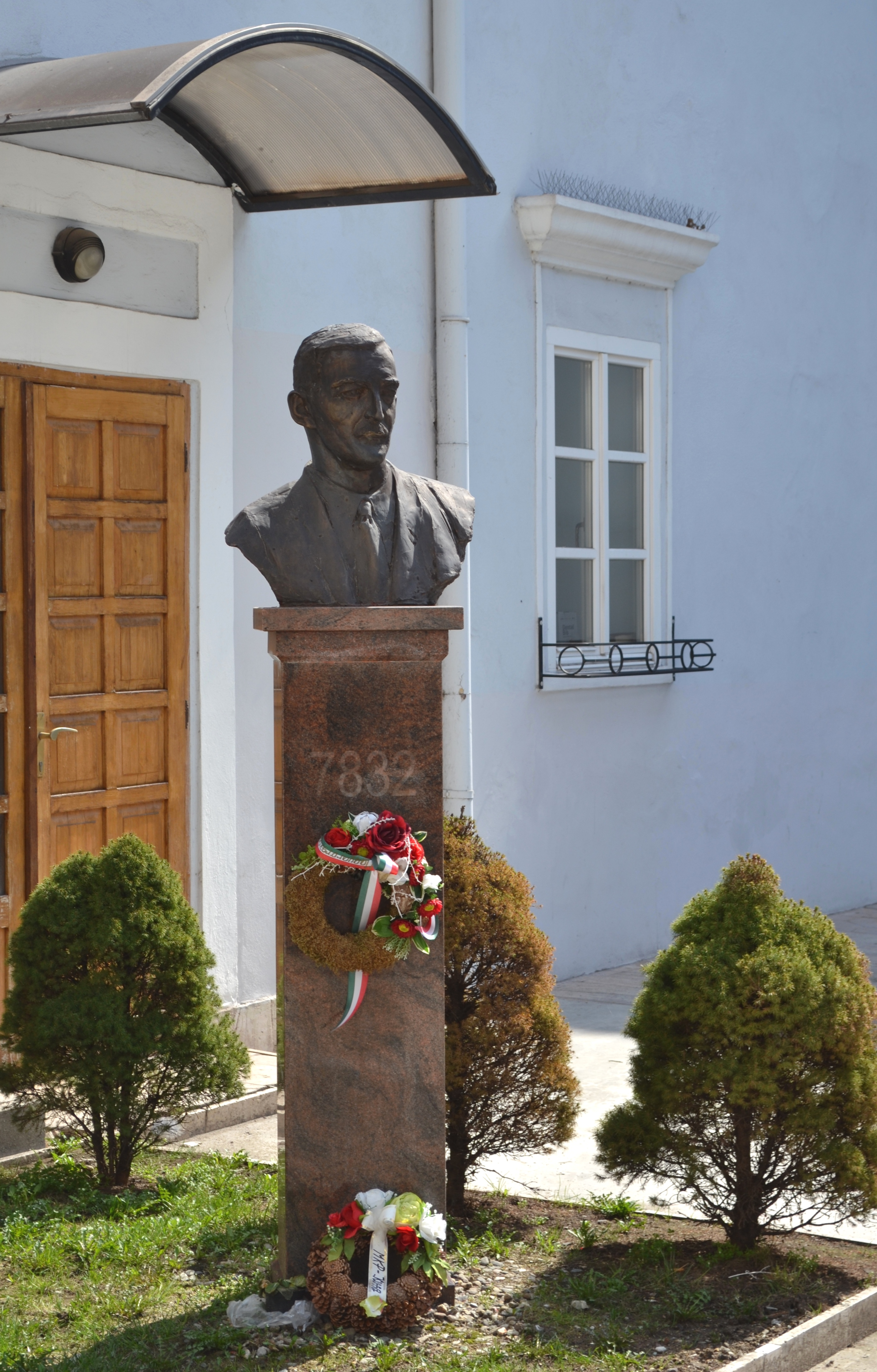
Denkmal für János Esterházy in Košice (2018)

Nach der Samtenen Revolution im November 1989 unternahm seine Tochter Alice Malfatti Versuche, seine Rehabilitierung zu erreichen, unterstützt von der ungarischen Regierung, ungarischen Politikern in der Slowakei und dem Weltkongress der Ungarn. In Russland wurde Esterházy 1993 offiziell rehabilitiert. 1994 reichte Alice ein Gesuch zur Wiederaufnahme des Rehabilitierungsverfahrens ein, das Gericht lehnte dieses auf Basis eines Gutachtens slowakischer und tschechischer Historiker ab. Somit bleibt das Urteil von 1947 aufrecht. Zum 100. Jahrestag seiner Geburt fand am 11. März 2001 im Ungarischen Parlament eine Gedenkfeier mit Teilnahme des ungarischen Präsidenten Ferenc Mádl statt, an der die Slowakei von František Mikloško vertreten wurde.
Slowakische Historiker sind sich zur Person Esterházys nicht einig, es herrscht allerdings die Ansicht vor, er sei als Verräter einzustufen. Das Historische Institut der Slowakischen Akademie der Wissenschaften bezeichnete ihn in einer Stellungnahme als jemanden, der dem Zerfall der ersten tschechoslowakischen Republik und ihres demokratischen Systems den Weg bereitet und zwecks Erreichen seiner politischen Ziele insgeheim mit der ungarischen Regierung und mit NS-Deutschland kollaboriert hatte. Historiker Milan Zemko äußerte sich dahingehend, Esterházy sei direkt am Ersten Wiener Schiedsspruch beteiligt gewesen und könne deshalb von Slowaken nicht positiv gesehen werden. Laut Zemko seien für Ungarn die Ergebnisse der Wiener Arbitrage ein wichtiger Schritt zur Wiedervereinigung des Ungarntums, d. h. aller Magyaren im Karpatenbecken, eine für die ungarische Nation positive Entwicklung. Ungarn beurteilen die Person und Rolle Esterházys durchaus positiver, so auch István Kollai, Leiter des ungarischen Kulturinstituts in Bratislava. Er habe in erster Linie die Situation der nach dem Ersten Weltkrieg zerstreuten Ungarn verbessern wollen, die mit ihrer Lage in der Tschechoslowakei nicht zufrieden waren; obwohl sie Grenzrevisionen nicht aktiv unterstützt hatten, befürworteten sie die Verschiebung der Grenzen nach dem Ersten Wiener Schiedsspruch.
Ein weiteres kontroverses Thema ist Esterházys vermeintliche faschistische und antisemitische Gesinnung.
Symptomatisch für die Meinungsunterschiede ist ein diplomatisches Eklat im August 2011. Der ungarische Präsident Pál Schmitt bezeichnete Esterházy in einem Brief in Reaktion auf Äußerungen seines slowakischen Amtskollegen Ivan Gašparovič als „wahren Demokraten und Humanisten“, der sowohl den Faschismus als auch den Kommunismus ablehnte und nicht als Kriegsverbrecher gelten könne. Zuvor vertrat Gašparovič in einem Pressegespräch die Ansicht, Esterházy verdiene als Anhänger des Faschismus kein Denkmal, womit der slowakische Präsident seine Kritik an der Esterházy-Büste in Košice begründete. Anlässlich der Enthüllung des Denkmals am 14. März 2011 war es zu tätlichen und verbalen Ausschreitungen gekommen.